# 1984 (szám)
Az 1984 (római számmal: MCMLXXXIV) az 1983 és 1985 között található természetes szám.

## A matematikában
A tízes számrendszerbeli 1984-es a kettes számrendszerben 11111000000, a nyolcas számrendszerben 3700, a tizenhatos számrendszerben 7C0 alakban írható fel.
Az 1984 páros szám, összetett szám. Kanonikus alakja 26 · 311, normálalakban az 1,984 · 103 szorzattal írható fel. Tizennégy osztója van a természetes számok halmazán, ezek növekvő sorrendben: 1, 2, 4, 8, 16, 31, 32, 62, 64, 124, 248, 496, 992 és 1984.
Az 1984 két szám valódiosztóösszeg-függvényeként áll elő, ezek a 2132 és a 2636.